# São Miguel, Rio Grande do Norte
São Miguel là một đô thị thuộc bang Rio Grande do Norte, Brasil. Đô thị này có diện tích 171,69 km², dân số năm 2007 là 21406 người, mật độ 124,7 người/km².